# 長泉寺 (渋谷区)

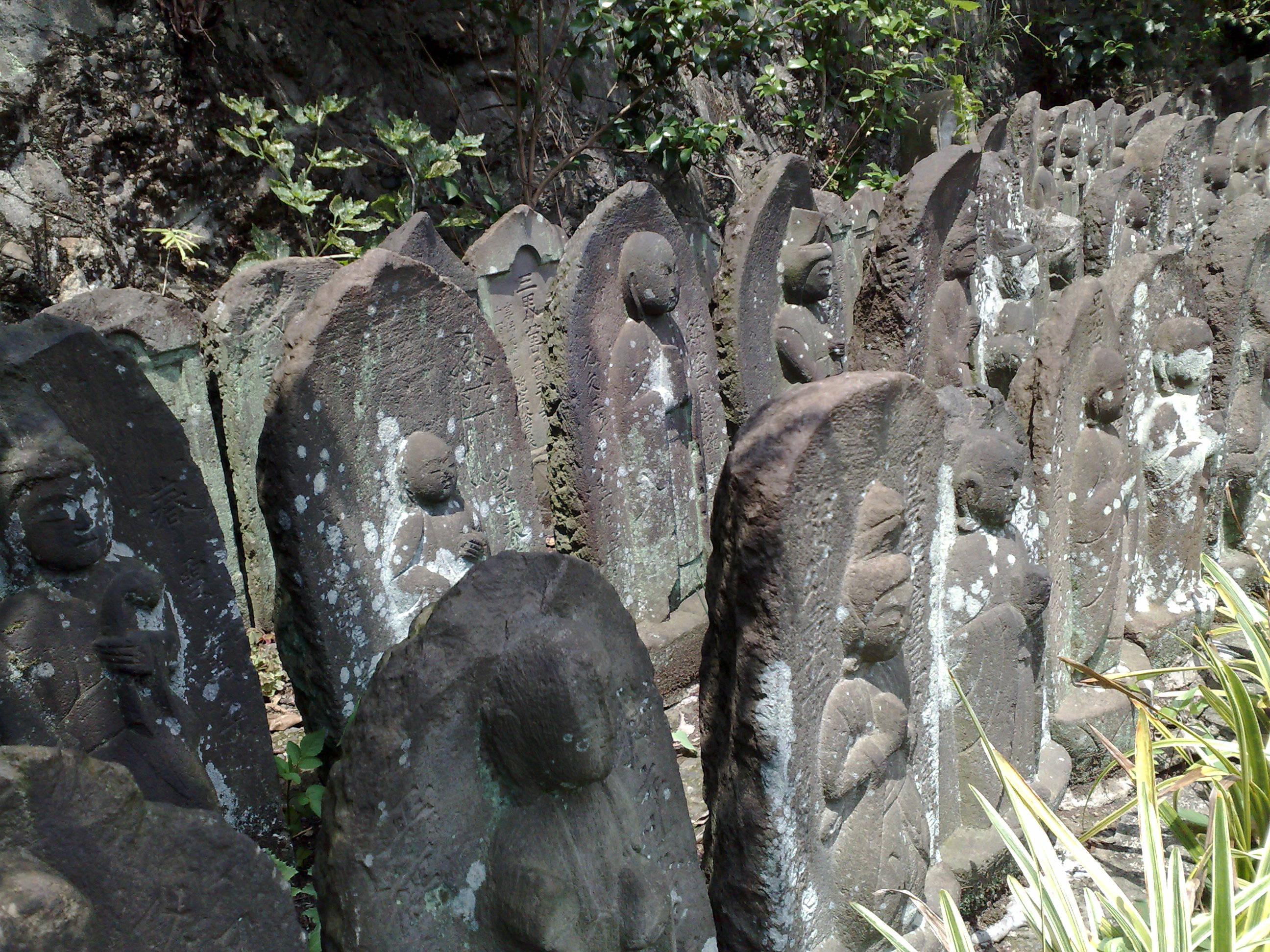
石仏群（長泉寺）

長泉寺（ちょうせんじ）は、東京都渋谷区にある曹洞宗の寺である。山号は慈雲山。

## 概要
長泉寺の創建は、文治年間（1185年-1190年）と伝わり、その後は青松寺7世であった瑞翁によって文禄元年（1559年）、同寺14世であった不中によって、それぞれ再興されている。
長泉寺は「人肌観音（金王丸守護仏）」で特に知られるが、この観音を安置した滝見堂は、室町時代には穏田川（渋谷川）の滝の傍らにあったとされる。また、本堂裏手の墓地の奥、山手線の築堤沿いには約200体の石仏群があり、そこには一面観音、千手観音、馬頭観音、地蔵菩薩などが含まれている。このため長泉寺には、石仏研究を目的でも人々が訪れる。

## 鏡の井戸
現在明治通りに通じている長泉寺の駐車場付近にはかつて、「鏡の井戸」と呼ばれる井戸があった。
これは広島藩穏田屋敷の屋敷内にあった井戸で、この屋敷は自昌院の別邸であったことから、自昌院とその娘である姫にまつわる逸話で知られる。その姫は器量が悪かったため、顔を見ないようにと鏡を井戸に投じた。しかしながらある日井戸を覗いた姫は、水面に映った自分の醜い顔を見てがっかりするが、そのうちに気を取り直して心の優しい人になろうと決意したという。

## 所在地
長泉寺の所在地は、現在の地理では山手線渋谷駅―原宿駅間の線路と、明治通りに挟まれた場所となっている。長泉寺の北側には、キリンビール本社や、かつての救世軍士官学校跡地に建つ京セラ原宿ビルなどが隣接している。
- 住所： 東京都渋谷区神宮前 6-25-12